# دوین نونس
دوین نونس (انگلیسی: Devin Nunes; زاده ۱ اکتبر ۱۹۷۳) نمایندهٔ حوزه انتخابیه کالیفرنیا از حزب جمهوری‌خواه ایالات متحده آمریکا در مجلس نمایندگان ایالات متحده آمریکا است که برای نخستین‌بار در ۲۳ ژانویه ۲۰۰۳ میلادی به‌عضویت این مجلس درآمد.